# Theodor Kotschy
Theodor Kotschy (ur. 15 kwietnia 1813 w Ustroniu na Śląsku Cieszyńskim. zm. 11 czerwca 1866 w Wiedniu) – austriacki botanik i podróżnik, badacz flory północnej Afryki i Bliskiego Wschodu.

## Życiorys
Był synem pastora ewangelickiego Karola Kotschy’ego, protestanckiego teologa i botanika, oraz Julii z domu Schimko.
Już jako dwunastolatek odbywał swe pierwsze wycieczki górskie po śląskich Beskidach. W tym samym 1825 r. zwiedził Kraków, który zrobił na nim ogromne wrażenie oraz wziął udział w wycieczce na Babią Górę z grupą profesorów z Wrocławia. Już wtedy z zapałem zbierał różne okazy flory i minerały. W 1830 r. ojciec zapisał go do cieszyńskiego gimnazjum, które młody Theodor porzucił jednak po jednym semestrze, ponieważ nie odpowiadał mu sztywny szkolny rygor. Dalszą naukę pobierał w domu. Egzamin gimnazjalny zdał w 1832 r. jako ekstern z wynikiem bardzo dobrym. Latem tego roku odbył podróż do Berlina, gdzie poznał osobiście m.in. ojca nowoczesnej teologii protestanckiej Friedricha Schleiermachera oraz sławnego już wówczas podróżnika i przyrodnika Alexandra Humboldta, a także poznał niektóre ich dzieła. Najbliższe lata pokazały, że z nich dwóch to właśnie Humboldt wywarł większy wpływ na dalsze losy młodego Theodora.
Miał podobnie jak ojciec zostać pastorem. W 1832 r. rozpoczął nawet (wraz ze swym młodszym bratem Hermanem) studia teologiczne w Wiedniu, ale zniechęcony nieprzychylną oceną pracy z teologii praktycznej porzucił ten kierunek. Bardziej pociągały go nauki przyrodnicze i zwiedzanie ościennych terenów: Alp, Górnych Węgier (dzisiejsza Słowacja) i Siedmiogrodu. Wkrótce jednak rzucił studia przyrodnicze i w styczniu 1836 r. wyruszył przez Triest, Ateny, Turcję i Syrię do Egiptu i Sudanu z wyprawą Josepha Russeggera, która miała zbadać zasoby mineralne doliny Nilu. Wyprawa trwała dwa i pół roku i zakończyła się sukcesem: dotarła aż do 10° szerokości geograficznej północnej, gdzie dotąd nie stanęła jeszcze stopa białego człowieka, a w jej trakcie odkryto nawet złoto. Kotschy w czasie trwania ekspedycji zbierał okazy przyrodnicze, prowadził notatki i uczył się języka arabskiego. Na targu w Kairze kupił sobie niewolnika, Murzyna Husseina, którego później wyzwolił. Odtąd Hussein towarzyszył dawnemu panu w kolejnych wyprawach.
W listopadzie 1838 roku większość uczestników austriackiej ekspedycji wróciła do Europy. Theodor Kotschy pozostał w Aleksandrii. Sprzedając nagromadzone zbiory przyrodnicze i uzyskując obietnicę wsparcia ze strony miejscowych majętnych przedsiębiorców w następnym roku zorganizował wyprawę, która miała dotrzeć do źródeł Nilu. Cel nie został osiągnięty, głównie z powodu wycofania się sponsorów, chociaż ekspedycja dotarła do 4° szerokości geograficznej północnej, zaledwie 450 km od Jeziora Wiktorii. 26-letni podróżnik w marcu 1840 r. został w Chartumie bez środków do życia i z wielkim trudem udało się mu się wrócić w sierpniu do Aleksandrii. Tu dzięki pomocy Dumreichera, właściciela wielkich plantacji i przędzalni bawełny, zdobył fundusze na kolejne wyprawy badawcze. Prowadził badania na Cyprze (1840) oraz w Syrii i Mezopotamii (1841), gdzie przez dłuższy czas był gościem pułkownika Roberta Taylora, w latach 1828-1843 brytyjskiego rezydenta w Bagdadzie. Wiosną 1842 r. wyruszył do Persji, na Wyżynę Irańską. 1 sierpnia 1843 r. jako jeden z pierwszych Europejczyków zdobył najwyższy szczyt dzisiejszego Iranu – Demawend (5610 m n.p.m.) w górach Elburs.
Z końcem 1843 r. zdecydował się na powrót do Europy. Dzięki sprzedaży zgromadzonych przez 3 lata zbiorów przyrodniczych (m.in. zielniki z 27 tys. roślin oraz duże kolekcje: zoologiczna i mineralogiczna) spłacił swe długi i przyjechał do rodzinnego Ustronia. Za radą ojca 32-letni Theodor podjął ponownie studia teologiczne, jednak szybko je rzucił i ostatecznie poświęcił się naukom przyrodniczym, z których zrobił doktorat. W 1847 r. został asystentem, a w 1852 – adiunktem zarządcy Wiedeńskiego Ogrodu Botanicznego. Od tego czasu nie musiał się martwić o finanse na kolejne wyprawy badawcze. Prowadził więc badania w Egipcie, Palestynie i Libanie (1855) oraz ponownie na Cyprze, w Azji Mniejszej i w Kurdystanie (1859). Tam zachorował na febrę i musiał pilnie wrócić do Europy. W 1862 r. po raz kolejny wyjechał na Cypr i do Syrii. Działalność w terenie ułatwiała mu znajomość języków: oprócz kilku języków europejskich znał również arabski, turecki i perski.
Pod koniec życia zaczął odczuwać dolegliwości serca. Zmarł 11 czerwca 1866 roku w swym wiedeńskim mieszkaniu na zapalenie płuc. Jak pisała „Gwiazdka Cieszyńska”: „Ten żelazny człowiek, którego siły nie zdołały złamać jadowite i zaraźliwe wyziewy tropicznych bagnisk, który przewędrował bezpiecznie i spokojnie rozległe stepy azjatyckie i porzecze Nilu, a pośród nieprzyjacielskich szczepów Kurdów i krwiożerczych Murzynów umiał się ochronić od niebezpieczeństw i napadów, które jego życiu tysiąckrotnie zagrażały – ten człowiek uległ w stołecznem mieście Wiedniu, niby w spokojnym porcie, otoczony wiernymi przyjaciółmi w najlepszym wieku, po krótkiej chorobie płucnej, mało z początku obawy wzniecającej”. Pochowany został w Wiedniu.
Theodor Kotschy był jednym z „najpłodniejszych” botaników XIX w. W swoim życiu wykonał opisy blisko 300 tysięcy okazów roślin oraz 9 tysięcy zwierząt i minerałów. Dla upamiętnienia jego postaci nazwano rodzaj Kotschya Endl. z rodziny bobowatych (Fabaceae Lindl.). Jego nazwisko utrwalono również w nazwie śródziemnomorskiego gekona (Cyrtodactylus kotschyi, obecnie klasyfikowanego jako Cyrtopodion kotschyi).
Przy łacińskich nazwach roślin jako autor diagnozy taksonomicznej oznaczany jest jako „Kotschy”.

## Wybrane publikacje
- Abbildungen und Beschreibungen neuer und seltener Thiere und Pflanzen, in Syrien und im westlichen Taurus gesammelt (Obrazy i opisy nowych oraz rzadkich zwierząt i roślin, w Syrii i zachodnim Taurusie zebranych), (1843).
- Analecta botanica (wraz z Heinrichem W. Schottem i Carlem F. Nymanem), (1854).
- Coniferen des Cilicischen Taurus (Drzewa iglaste cylicyjskiego Taurusu) (wraz z Franzem Antoine’em), (1855).
- Umrisse aus den Uferlandern des Weissen Nil (Wspomnienia znad brzegów Białego Nilu), (1858).
- Die Eichen Europas und des Orients (Dęby Europy i Wschodu) (1858-1862).
- Plantae Tinneanae (wraz z Johannem J. Peyritschem), (1867).